# Magik (raper)
Magik, właśc. Piotr Łuszcz (ur. 18 marca 1978 w Jeleniej Górze, zm. 26 grudnia 2000 w Katowicach) – polski raper i producent muzyczny.
W latach 1993 – 1998 członek zespołu Kaliber 44, a od wiosny 1998 do swojej śmierci członek zespołu Paktofonika, którego był współzałożycielem. Z grupą Kaliber 44 był trzykrotnie nominowany do nagrody polskiego przemysłu fonograficznego Fryderyka w trzech kategoriach.
W 2000 roku popełnił samobójstwo, skacząc z okna na dziewiątym piętrze bloku. Pośmiertnie nagrodzony, w 2001, nagrodą Fryderyka za album Kinematografia grupy Paktofonika w kategorii Album Roku – Hip-Hop. Był także członkiem stowarzyszenia PROPS Entertainment zrzeszającego artystów z Europy i Stanów Zjednoczonych.
W 2011 został sklasyfikowany na ósmym miejscu listy 30 najlepszych polskich raperów według magazynu „Machina”. W 2012 znalazł się na 11. miejscu analogicznej listy opublikowanej przez serwis Porcys.

## Życiorys

### Rodzina i edukacja
Urodził się 18 marca 1978 w Jeleniej Górze w rodzinie robotniczej. Jego ojciec pracował w hucie, a matka była sprzątaczką. Kiedy miał trzy lata, przeprowadził się z matką i siostrą na Górny Śląsk. Hip-hopem zainteresował się w 1991, będąc uczniem siódmej klasy szkoły podstawowej. Początkowo rapował na podwórku i pobliskim boisku z AbradAbem. Zgodnie ze słowami jego matki, Łuszcz w okresie nauki w szkole podstawowej często oglądał kanał muzyczny MTV oraz interesował się głównie twórczością czarnoskórych wykonawców i amerykańskim hip-hopem. Rodzice, zauważywszy pasję syna, kupili mu komputer Commodore 64, na którym tworzył muzykę. Podkłady do swoich tekstów tworzył również na komputerze domowym Amiga 500.
Ukończył Technikum Elektromechaniczne w Zespole Szkół Technicznych im. gen. Sylwestra Kaliskiego w Katowicach. Po zakończeniu nauki w technikum wielokrotnie podejmował prace dorywcze, nie był jednak w stanie sprostać rygorowi pracy zawodowej i poświęcił się muzyce.

### Kaliber 44 (1993–1998)
W 1992 nawiązał współpracę z raperem Jajonaszem, z którym założył grupę Young Rappers. W 1993 obaj dołączyli do grupy Kaliber 44, powstałej z inicjatywy Michała Martena i Marcina Martena. Zespół zadebiutował w 1996 utworem „Do boju Zakon Marii”, który ukazał się na kompilacji pt. S.P. wydanej nakładem wytwórni muzycznej S.P. Records. W tym samym roku, nakładem S.P. Records, ukazał się pierwszy album grupy, pt. Księga Tajemnicza. Prolog, który cieszył się dużą popularnością i uznaniem wśród krytyków, jak i fanów, sprzedając się w nakładzie 200 tys. egzemplarzy w, co stanowi drugi najlepiej sprzedający się album hip-hopowy w Polsce. W ramach promocji albumu zostały zrealizowane teledyski do utworów: „Magia i miecz” oraz „+ i -”, którego treść dotyczyła obaw Łuszcza przed zarażeniem wirusem HIV. Członkowie grupy wykonywaną muzykę określili jako hardcore psycho rap.
W listopadzie 1997 na kompilacji Hip-Hopla został opublikowany utwór „Może tak, może nie”, który był zapowiedzią drugiego albumu grupy. W 1998 roku ukazał się odmienny stylistycznie w stosunku do debiutanckiego album pt. W 63 minuty dookoła świata, promowany singlem „Film”. Tytułowy utwór z singla był także notowany na listach przebojów Polskiego Radia Szczecin i Programu Trzeciego PR, oraz awansował na 2. miejsce listy bestsellerów. Do utworu zrealizowano także teledysk. Drugi album grupy również cieszył się powodzeniem, uzyskał on status złotej płyty. W tym samym roku, w wyniku nieporozumień na tle artystycznym z pozostałymi członkami grupy, Łuszcz odszedł z grupy Kaliber 44.

### Paktofonika (1998–2003)
Na początku 1998 w katowickim „Mega Clubie” poznał Sebastiana „Rahima” Salberta, z którym kilka tygodni później założyli zespół Paktofonika z Wojciechem „Fokusem” Alszerem. W październiku 1998 kolektyw napisał pierwsze wspólne piosenki: „Priorytety”, „Ja to ja” i „Gdyby”, a wiosną 2000 podpisał kontrakt płytowy z wytwórnią Gigant Records. Łuszcz następnie wyjechał z Fokusem i Rahimem do Witten, gdzie nagrali utwór „2 kilo” z niemieckimi artystami. Nagrali również freestyle’e, w których uczestniczyli Magik, Fokus, Kams i L.O. 18 grudnia 2000 wydali album pt. Kinematografia, zawierający 16 utworów. W pochodzącym z albumu utworze „Jestem Bogiem” wykorzystano fragment wulgarnej wypowiedzi telefonicznej anonimowej osoby, która pojawiła się w audycji na żywo w Radiu Maryja, znanej jako Trzy słowa do ojca prowadzącego.
Pomimo sukcesów dochodziło do konfliktów na tle artystycznym pomiędzy Łuszczem a Alszerem.

### Śmierć Magika

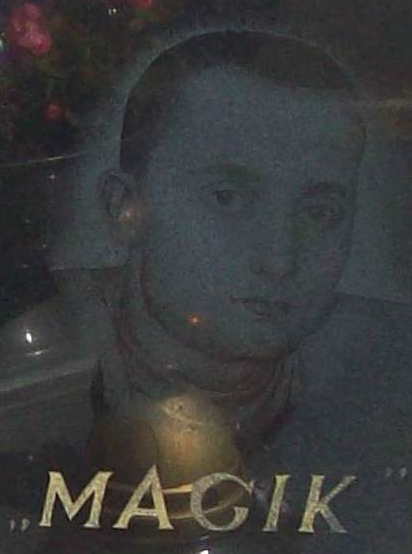
Fragment nagrobka Piotra Magika Łuszcza na cmentarzu przy ul. Leopolda w Katowicach-Bogucicach

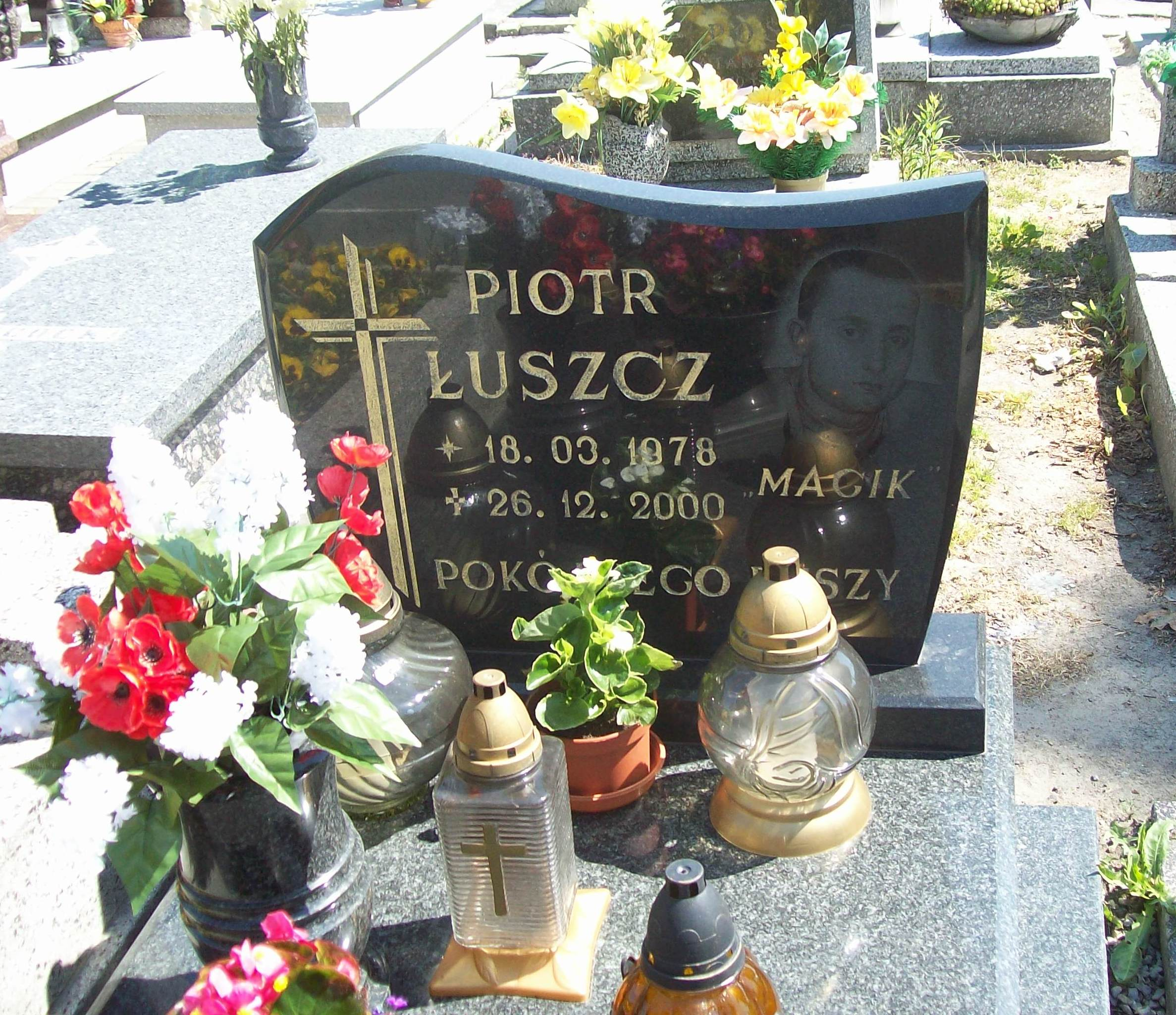
Grób Piotra Magika Łuszcza na cmentarzu przy ul. Leopolda w Katowicach-Bogucicach

26 grudnia 2000, osiem dni po premierze płyty Kinematografia, rankiem o godz. 6:15 Łuszcz wyskoczył z dziewiątego piętra przez okno swojego mieszkania w Katowicach-Bogucicach. W stanie ciężkim został przetransportowany do szpitala, gdzie ok. godz. 6:45 zmarł. Domniemaną przesłanką jego działania, zasugerowaną przez „Rahima”, była próba uniknięcia zasadniczej służby wojskowej poprzez symulowanie złego stanu zdrowia psychicznego, które w konsekwencji doprowadziło do rzeczywistego uszczerbku na zdrowiu. Rahim w wywiadach podawał także opcję, że Magik popełnił samobójstwo, ponieważ cierpiał na depresję maniakalną.
Po śmierci Magika niektórzy słuchacze uznali utwór „+ i -” Kalibra 44 za zapowiedź późniejszego samobójstwa Łuszcza, a niektórzy doszukiwali się nawet ukrytego znaczenia piosenki, puszczając utwór od tyłu.

## Teksty
Był autorem i współautorem kilkudziesięciu tekstów na potrzeby grup Kaliber 44 i Paktofonika. Napisał m.in. utwory „+ i -” oraz „Usłysz mój głos”, które również wyprodukował. Ponadto był autorem tekstów do utworów „Nasze mózgi wypełnione są marią” i „Psychoza”, opublikowanych na albumie Księga Tajemnicza. Prolog Kaliber 44. Jako producent przy nagraniach grupy współpracował z raperem Jajonaszem, z którym zrealizował m.in. utwory „Bierz mój miecz i masz” i „Do boju Zakon Marii”.
Łuszcz, jak i pozostali członkowie grupy Kaliber 44, zażywał marihuanę, która miała bezpośredni wpływ na zawartość debiutanckiego albumu grupy. Utwory „Nasze mózgi wypełnione są Marią” i „Do boju Zakon Marii” traktują o stanie odurzenia.
Kaliber 44 pozostaje jedynym zespołem, który spodobał się nobliście literatury: Czesławowi Miłoszowi. Podczas podróży z Wisławą Szymborską, analizował utwór Kalibra o nazwie „Film”.
Na debiutancki album grupy Paktofonika pt. Kinematografia był współautorem tekstów do utworów: „Rób co chcesz”, „Lepiej być nie może”, „Jestem Bogiem”, „Nie ma mnie dla nikogo”, „Chwile ulotne”, „ToNieMY”, „Ja to ja”, „Gdyby…” i „Priorytety”, poza tym samodzielnie napisał utwory: „Nowiny” i „Wc [Sot]”.

## Spuścizna
W 2002 ukazał się album Paktofoniki pt. Archiwum kinematografii, na którym zostały opublikowane m.in. nagrania z udziałem Łuszcza, które nie ukazały się na albumie Kinematografia. 21 marca 2003 w katowickim Spodku odbył się pożegnalny koncert zespołu, po którym jego członkowie Fokus i Rahim ogłosili rozwiązanie grupy. Gustaw, właściciel wytwórni muzycznej Gigant Records, opisał rapera jako człowieka, który bez przerwy zajmował się muzyką i nie umiał oddzielić sztuki od rzeczywistości.
O ostatnich dwóch latach życia Łuszcza i zespole Paktofonika opowiada fabularyzowany film Leszka Dawida Jesteś Bogiem (2012) ze scenariuszem autorstwa Macieja Pisuka, który to ukazał się 16 grudnia 2008 nakładem oficyny Krytyka Polityczna w książce pt. Paktofonika. Przewodnik Krytyki Politycznej (ISBN 978-83-61006-49-7). W tym samym roku do sprzedaży trafiła przybliżona biografia Paktofoniki pt. Jesteś Bogiem. Historia Paktofoniki (ISBN 978-83-62467-78-5) autorstwa Macieja Pisuka.

## Życie prywatne
Mieszkał w Katowicach w dzielnicy Bogucice. Miał żonę Justynę, którą poznał w 1993 na koncercie rockowym w Mega Clubie w Katowicach. Urodził mu się syn Filip, który również został raperem, posługującym się pseudonimami Fejz oraz Fejzjestm.

## Dyskografia
| Kaliber 44 - Triangle of the Truth (1992, jako Trójkąt Prawdy, demo, wydanie własne) - Usłysz nasze demo (1994, demo, wydanie własne) - Demo 1995r. (1995, demo, wydanie własne) - Księga Tajemnicza. Prolog (1996, S.P. Records, album) - Magia i miecz (1996, S.P. Records, singel) - W 63 minuty dookoła świata (1998, S.P. Records, album) - Film (1998, S.P. Records, singel) | Paktofonika - Kinematografia (2000, Gigant Records, album) - Jestem Bogiem (2001, Gigant Records, EP) - Archiwum kinematografii (2002, Gigant Records, album) | Kompilacje różnych wykonawców - S.P. (Kaliber 44 – „Do boju zakon marii”, 1996, S.P. Records) - Hip-Hopla (Kaliber 44 – „A może tak, a może nie”, 1997, S.P. Records) - Usta miasta kast (Magik – „A robi się to tak…”, 2000, Gigant Records) |

## Teledyski
- Do utworu „+ i -” z albumu Księga Tajemnicza. Prolog – Kaliber 44 (1996)
- Do utworu „Magia i miecz” – Kaliber 44 (1996)

## Nagrody i wyróżnienia
- 1996: Nominacja do nagrody polskiego przemysłu fonograficznego Fryderyka w kategorii album Album roku – muzyka alternatywna za album Księga Tajemnicza. Prolog – Kaliber 44[51].
- 1996: Nominacja do nagrody polskiego przemysłu fonograficznego Fryderyka w kategorii album Fonograficzny debiut roku – Kaliber 44[51]
- 1998: Nominacja do nagrody polskiego przemysłu fonograficznego Fryderyka w kategorii Album Roku – Rap / Hip-Hop za album W 63 minuty dookoła świata – Kaliber 44[52].
- 1998: Brum, nagroda w kategorii Album Miesiąca za album W 63 minuty dookoła świata – Kaliber 44[53].
- 2001: Nagroda polskiego przemysłu fonograficznego Fryderyk w kategorii Album Roku – Hip-Hop za album Kinematografia – Paktofonika[54].
- 2002: Magazynek, nagroda polskiej sceny hiphopowej za całokształt osiągnięć (wraz z grupą Paktofonika)[34].
- 2023: Popkiller - Śląski raper 30-lecia[potrzebny przypis].

## Filmografia
- „Kielce – Czyli Polski Bronx” (1995, film dokumentalny, reżyseria: Bogna Świątkowska, Marek Lamprecht)[55][a]